# 河北佛教慈善功德会
河北佛教慈善功德会，1995年下半年在柏林禅寺成立，净慧老和尚任会长，常辉法师为副会长。
该会宗旨：无条件的代众生布施，不求回报，不事张扬，将善款直接交到受助人手里。主要举办的活动：
- 协助香港慈辉佛教基金会在河北的工程项目，比如打井、修建学校、派送粮食等；
- 倡导日行一善活动；
- 资助孤儿、贫困学生；
- 创建弘德家园；
- 创办《妙莲华》免费杂志。